# 张云逸
张云逸（1892年8月10日—1974年11月19日），原名张运镒，字胜之，男，广东省文昌县（今海南省文昌市）人，中国工农红军、新四军及中国人民解放军主要领导人之一，中国人民解放军大将。中国共产党、中华人民共和国政治人物，原副国级领导人。
张云逸早年参加同盟会，参与黄花岗起义，辛亥革命时又参加攻打两广总督府的战斗并担任炸弹队队长，随后参加护国战争，后任广东省揭阳县县长。之后参与东征与北伐，任国民革命军第四军第25师参谋长。第一次国共内战期间，其率众发动广西百色起义，担任红七军军长，之后参与红军主力战略转移。抗日战争期间，其担任新四军参谋长兼第3支队司令员；皖南事变后，担任新四军副军长兼第2师师长。第二次国共内战期间，兼任山东军区副司令、司令，负责对解放军后勤补给工作。中华人民共和国成立后，其担任中共中央华南分局书记等职位，负责维护广西等西南地区治安稳定。1974年去世。

## 生平

### 早期革命
1892年8月10日，张云逸出生于今海南省文昌市头范区造福乡上僚村的贫农家庭。1908年，考入广东省陆军小学。1909年10月，在陆军小学读书期间加入同盟会，并于1911年离开陆军小学，参加黄花岗起义；同年10月，辛亥革命爆发，参加攻打两广总督府的战斗，并担任炸弹队队长。
1912年，他经选派到设在虎门的广东陆军速成学校学习，此后到海南岛的北洋军工作。1915年参加护国战争。1921年，他加入粤军，任香山护沙营营长。1923年，其任广东揭阳县县长。次年进入许崇智部任旅长。1925年，参加两次讨伐陈炯明的东征；1926年，参加北伐战争，任国民革命军第四军第25师参谋长、第二方面军参谋长，参与指挥汀泗桥、贺胜桥、武昌、河南等战役战斗。1926年10月，经王之仁的介绍，身为国民革命军少将参谋长的张云逸在武汉参加中国共产党。

### 第一次国共内战期间
1927年，国共合作破裂。同年7月，张云逸与周士第等秘密组织、掩护第25师的大部分人员参加南昌起义。11月，张云逸任国民革命军海南岛绥靖司令，在登陆海口时情况突变，到上海找共产党组织，此后回广东参加广州起义。次年，奔赴广西做兵运工作，任广西教导总队副总队长兼警备第4大队大队长。之后率众到达右江，与邓小平会见，随后1929年12月11日，和陈豪人、雷经天、龚鹤村等一起发动广西百色起义，组建中国工农红军第七军，张任军长，邓小平任政委。
1930年，率红7军到桂黔边界开展游击战争，相继攻占了榕江、全州。8月，他連同李明瑞率領紅七軍於雲南、廣西再度發起果化戰鬥，不過遭雲南張沖部隊擊潰。之后经过讨论，他与邓小平决定放弃攻打桂林、柳州等大城市的计划，去江西井冈山和毛泽东、朱德领导的红军会合。此后，红7军在雩都县桥头圩与中央红军会师。1933年11月，其任中华苏维埃共和国中央政府执行委员会委员，并奉调到中央军委工作，先后担任红一方面军副参谋长兼第1局局长、中央革命军事委员会副参谋长兼作战局局长、粤赣军区司令员兼政治委员、红军总司令部作战部部长。1933年11月，代表中华苏维埃共和国临时中央政府与中华共和国中华人民革命政府闽西善后处代表谈判，签订了闽西边界及交通条约等。
1934年10月，中央红军主力长征后，张云逸兼任红八军团参谋长、军委纵队先遣队司令员。1935年9月，任陕甘支队副参谋长。10月，中央红军长征到达陕北，西北军委成立后方办事处，任参谋长，协助周恩来主持后方工作。1936年4月，担任中国人民红军抗日先锋军副参谋长兼渡河司令员，东进山西。12月，任中央革命军事委员会委员。

### 抗日战争期间

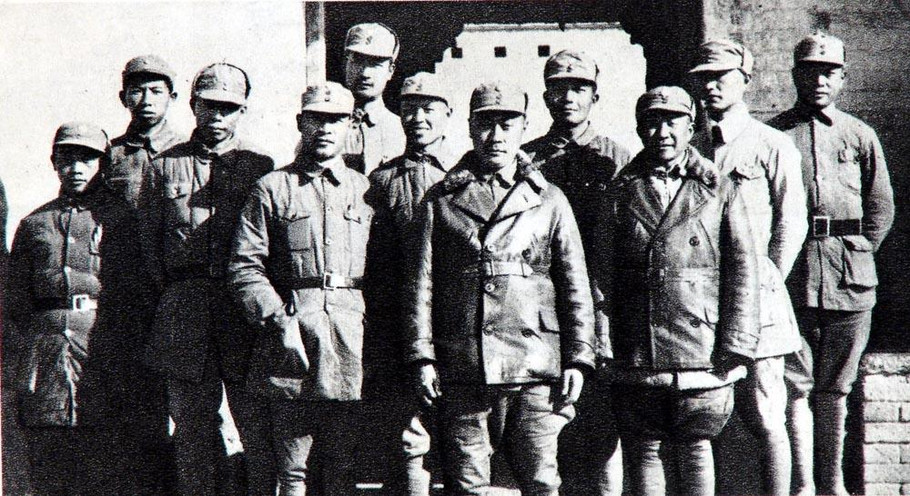
1941年11月18日，陈毅视察新四军第四师第九旅。左三起：张震球、彭雪枫、张震寰、韦国清、陈毅；左九起：张云逸、张爱萍、杨志雅

1937年5月，中共中央派张云逸自延安到香港，在华南地区进行抗日统一战线工作。此时桂系受到蒋介石排挤，桂币贬值，桂系内外压力很大。张云逸于6月上旬应桂系邀请抵达桂林，同桂系李宗仁、白崇禧举行会谈。

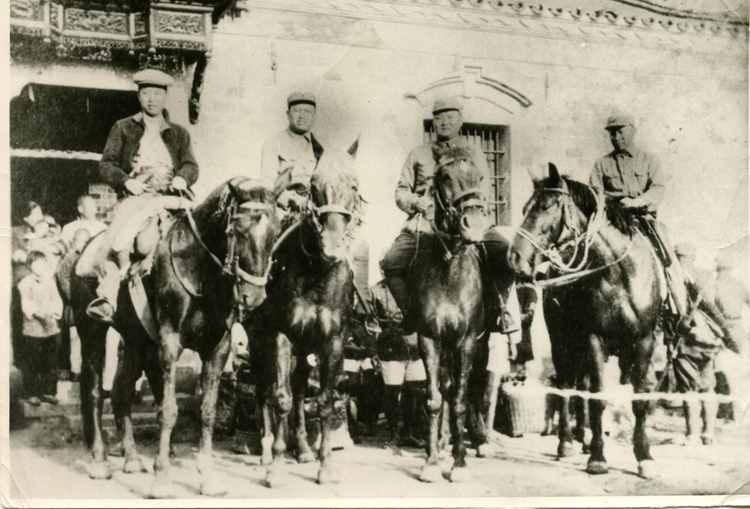
1939年，叶挺等在东汤池新四军江北指挥部。左起：叶挺、赖传珠、罗炳辉、张云逸

1937年7月，抗日战争爆发，他与李宗仁再次商谈，李通电支持抗战，此后他在桂林及广东、香港等地往返，促成了李宗仁、白崇禧出兵抗日。1937年10月，国共两党达成协议，将南方八省红军游击队统一改编为国民革命军陆军新编第四军。中共中央革命军事委员会委员张云逸受中共中央指示，到澳门请闲居的叶挺担任新四军军长。1938年1月6日，新四军军部在南昌成立，张任参谋长兼第3支队司令员。此后，张云逸到福建向当地红军游击队传达了中共中央关于南方游击区域保存革命战略支点及各部队改编后坚持共产党的领导等指示，和福建省政府谈判该省各地游击队改编并北上集中的问题，在福州设立了新四军办事处，并亲率福建的各游击队北上到达皖南。 1939年5月，任新四军江北指挥部指挥、前委书记，并组建了新四军第5支队。11月，任中共中央中原局委员。1940年11月，任中共中央华中局委员。12月，和徐海东等指挥部队对侵华日军进行反扫荡。

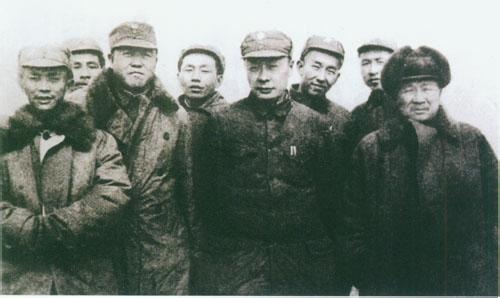
1945年10月20日山东临沂新四军部分领导人合影。左起：舒同、张凯、黎玉、胡立教、陈毅、石文、薛丹洗、张云逸。

1941年，皖南事变后，张云逸任新四军副军长兼第2师师长、第2师军政委员会书记。1942年2月，兼任淮南军区司令员，之后改任新四军副军长，领导淮海、淮北和淮南军民取得了冬季反“扫荡”作战的胜利。在淮南抗日根据地工作期间，他重视经济，主持生产，组织军工企业生产造炮所需的无缝钢管，还创办了抗日根据地的第一家股份合作制公司——新群烟草公司（现山东青州卷烟厂的前身）。这家烟厂是由新四军入股当地濒于破产的淮南群众烟草股份有限公司，成立合资企业，改名为新群烟草公司，于1943年3月正式投入生产。著名的飞马牌香烟是该厂的王牌产品，日产2000箱，行销抗日根据地和日本占领区，被日占区群众戏称为“四爷的烟”；飞马牌商标也是张云逸牵头联系《淮南日报》设计的。
1943年3月，他部署了新四军第3师、第4师和第1师的反“扫荡”作战。1944年，部署和指挥苏北、苏中部队连续开展了春夏季攻势作战。8月，根据中央军委指示，部署新四军第4师西进作战，建立豫皖苏边根据地。1945年6月，当选为中共第七届中央委员。8月15日，日本宣布投降后，参与领导华中军民继续向日伪军发动进攻，占领淮阴、淮安等30多座县城，歼灭日伪军3万余人，使新四军发展到30多万人。

### 第二次国共内战期间

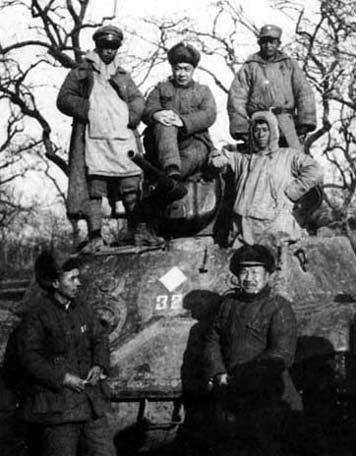
1947年1月鲁南战役后，新四军兼山东军区司令员陈毅（坦克上中）与华中军区司令员张鼎丞（坦克前左）、山东军区副司令员张云逸（坦克前右）在缴获的坦克前留影

1945年9月，根据中共中央指示，与饶漱石等部署江南部队北上工作，组织华中军区、华中野战军和华中局等机构。10月，率新四军军部北移山东临沂。12月28日，任中共中央华中局常委。1946年1月，张云逸兼任山东军区副司令员，主持新四军军部和军区后勤及基地建设，同时指挥山东内线作战。1947年1月，任华东军区副司令员，领导华东地区的土地改革、支援前线、整风和地方武装、民兵建设等工作，扩建华东野战军力量。8月，张云逸率领中共中央华东局和华东军区机关转移到渤海惠民地区，组成了华东后方工作委员会，任书记，领导华东后方工作和渤海地区的土改复查工作。1948年11月，淮海战役展开，张云逸领导山东军民支前工作，每天平均运粮300万斤。
1949年2月，张云逸兼任山东军区司令员，并制定了兵员、干部、民工、粮食等支援前线渡江战役计划，随后参加中共七届二中全会。9月22日，任中共广西省委书记、广西省人民政府主席等职位。

### 中华人民共和国成立后

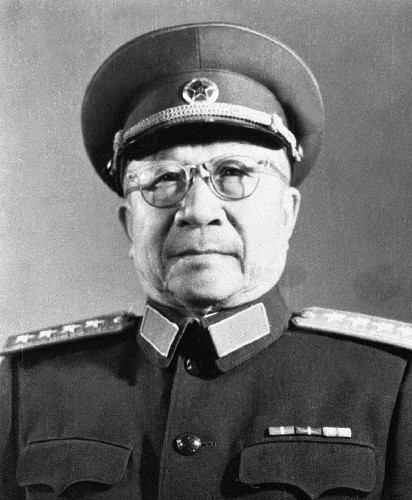
1961年的张云逸

1949年中华人民共和国成立后，任中央人民政府人民革命军事委员会委员、中共广西省委书记、广西省人民政府主席、广西军区司令员兼政治委员、中共中央中南局委员、中南行政委员会副主席，并主持广西治安工作。在主政广西期间，为了发展当地经济，他联系中共中央华东局的陈毅、饶漱石，将上海的一批工业企业整体搬迁到广西，实现了技术、设备、人员、管理的总体迁移。他还同广东的叶剑英商议，将原属广东省的北海市、东兴县等地划归广西，为广西争得了此前没有的出海口，使广西从一个完全的内陆省份变为沿海省份。他主持修建的南宁吴圩机场一直营运至今。1951年1月16日，因病到广州修养，中央决定由陶铸代理省委书记，张云逸仍担任广西军区政委。
1952年11月至1953年8月，因积劳成疾去苏联治病。1955年被授予中国人民解放军大将军衔和一级八一勋章、一级独立自由勋章、一级解放勋章，但是享受元帅（行政三级）待遇。1962年10月任中共中央监察委员会副书记。他同时也是中共第八至第十届中央委员，第一、第二、第三届全国人大常委会委员和第一至第三届国防委员会委员。在中央工作期间，虽然不主持经济建设，但他仍十分重视地方经济，支持农村发展多种经营，支持调动个人积极性。1961年，张云逸写信给老家文昌县县委书记，大意是：“现在鼓励多种粮食，不仅要（种粮），而且要种经济作物……生产队的归生产队，个人的归个人，这样有利于调动积极性，我们这是搞资本主义吗？不，这不是资本主义……这是我的看法，你们看，怎么样？”
1966年文化大革命开始后，张云逸顶住压力，坚持实事求是，不诬陷刘少奇、邓小平、徐海东等受到专案组调查或受到批判的党政军领导人；并尽力营救遭到迫害的老战友和老部下，如中共中央监察委员会副书记袁任远等。1971年，张云逸病情加重，经周恩来总理亲自批示后，入住北京日坛医院，并与在此治疗的罹患癌症的陈毅元帅经常交谈。1974年5月，张云逸病重，叶剑英、谭震林等中央领导人及广西壮族自治区的韦国清、莫文骅等领导人先后来医院看望。1974年11月初，刚刚恢复工作的邓小平前来医院看望弥留之际的张云逸，说：“我们是老战友，相识45年啦。”1974年11月19日，张云逸病逝于北京，享年82岁。1974年11月25日，张云逸遗体告别仪式在北京举行，邓小平代表中共中央致悼词。

## 著作
- 《张云逸军事文选》2007年军事科学出版社

## 家庭

### 妻妾
张云逸是中国人民解放军大将当中唯一曾经纳妾者：
- 妻：王碧珍，1914年结婚，1937年7月在广州死于日军飞机空袭。
- 妾：韩碧，1923年在王碧珍主持下纳为妾侍，1984年逝世[20]。

### 子孙
- 长女，张琼，1915年出生，1934年出嫁，王氏所出。
- 长子，1924年出生，韩碧所出，出世不久夭折。
- 次子，张远之，1928年出生，韩碧所出，曾任中华人民共和国核工业部四局副局长。
  - 长孙，张晓龙。
- 幼子，张光东，1946年出生，韩碧所出，曾任石家庄陆军指挥学院副院长，退役少将[21]。